# 鈴宮和由
鈴宮 和由（すずみや わゆ、1963年1月27日 - ）は、日本の女性漫画家。愛称は「和由りん」。福岡県北九州市出身、短大卒。1982年『恋してフリル』（『週刊少年サンデー増刊号』8月号）でデビュー。代表作に『とってもひじかた君』など。
著作『朱鷺色怪魔』のOVA版では主題歌・イメージソングを自ら歌った。

## 作品リスト
- とってもひじかた君

2006年文庫本刊行（全3巻）。電子書籍化もされている（全6巻）。
- 獣人聖域
- ブリザードプリンセス
- ステキに野蛮人
- 蒼い妖魔たち
  - 朱鷺色怪魔
- 他人家族
- 和由プレイバック
- うかれまくって御曹司
- ブランド・ブラッド
- ポポチックるんば
- 悪業ハンター
- 鏡の中の遊撃隊
- 生活変換症候群
- 悪業ハンター参上！（読切）
- 恋してフリル（読切） - 南沢夕起名義

### 挿絵・イラスト等
- ウルフガイ・シリーズ 平井和正著
  - 「ウルフランド」（角川文庫・1983年） カバー・本文イラスト
  - 「ウルフレター」（徳間文庫・1984年） カバー・中扉イラスト
  - 「ウルフ対談」（徳間文庫・1985年） カバー・本文イラスト

## その他
- 増刊少年サンデーの企画で円谷プロの怪獣倉庫を訪問したことがある。
- 特撮雑誌『宇宙船』1984年春号（Vol.18）にて特撮についてのイラストコラムを描いた。取り上げた作品は『怪獣王子』『好き! すき!! 魔女先生』など。

## 関連人物
- 桂正和 - 友人の漫画家。